# 김정배 (1902년)
김정배(金政培, 1902년 7월 22일 ~ ?)는 일제강점기와 대한민국의 관료이다.

## 생애
한성부 출신으로 보성전문학교 법과를 졸업한 뒤 1926년부터 조선총독부 소속 관리로 일하기 시작했다.
경상남도 지역에 배치 받아 하동군, 함안군, 밀양군에서 근무하였고, 합천군 내무과장을 거쳐 일제 강점기 말기에 남해군 군수를 역임했다. 주로 산업과, 상공과, 농촌진흥과 등에서 일하며 산업 부문 관료로 종사했다.
태평양 전쟁 종전 후 미군정이 시작되자 부산시 일본재산관리사무소 조정과장에 올랐다. 김정배는 1940년대 후반에 조선산업 상무이사와 부산내화공업 관리인을 맡는 등 기업인으로도  활동했다.
이후 제1공화국에서 부산시 재무국장, 부산시 부산진 출장소장, 부산시 총무국장을 차례로 지냈다. 1954년까지 부산시 총무국장으로 재직 중이었다.
2008년 민족문제연구소가 발표한 민족문제연구소의 친일인명사전 수록예정자 명단의 관료 부문에 선정되었다.

## 참고자료
- 김정배(金政培) - 국사편찬위원회